# 庾琛
庾琛（3世紀—4世紀），字子美，西晋颍川郡鄢陵县（今河南省鄢陵县）人，庾乘的曾孙，庾峻、庾纯的侄子，庾袞的弟弟。晋成帝、晋康帝的外祖父。
永嘉初年庾琛为建威将军，过江，担任会稽郡太守，庾琛命虞预为主簿，虞预上记陈时政所失，庾琛同意，全部施行。司马睿征召庾琛为丞相军谘祭酒。在官任上去世，他的女儿庾文君是晋明帝的皇后，晋明帝追赠庾琛为左将军，妻毌丘氏追封乡君，其子庾亮陈说庾琛生前之志没有就受。咸和年间，晋成帝又下诏追赠庾琛骠骑大将军、仪同三司，毌丘氏安陵县君。从母荀氏永宁县君，何氏建安县君。庾亮辞让不受。其子庾亮、庾怿、庾冰、庾条、庾翼。
虞茂因避庾文君母讳改名虞预，可见庾琛妻毌丘氏名讳中有“茂”字。